# 박영수 (법조인)
박영수(朴英洙, 1952년 2월 15일~)는 대한민국의 법조인이다.

## 생애
1978년 사법시험에 합격하여 사법연수원 10기로 수료한 후 1983년 검사에 임용되어 2004년 검사장이 되었고, 서울고등검찰청장을 마지막으로 2009년 1월 15일에 퇴임한 후 변호사로 활동했다. 검사 시절 강력통, 특수통으로 유명했고 김대중 정부 시절 사정비서관이었으나, 이명박 정부의 압력으로 검사를 그만두었다.
2016년 11월 30일 ‘박근혜·최순실 게이트’ 특별검사로 임명되었다. 2016년 11월 29일 더불어민주당과 국민의당은 각각 변호사 조승식과 변호사 박영수 둘을 추천했고 다음날 박근혜는 박영수를 선택했다. 수사 대상인 박근혜를 대신해 황교안 국무총리로부터 특검 임명장을 받았다. 이후 윤석열을 특검 수사팀장으로 선택해서 강력한 수사 의지를 시사했다. 박영수 특검은 2017년 2월 28일까지 90일 동안(준비기간 20일 포함) 활동하였고, 이 기간 동안 문형표, 김기춘, 이재용 등 13명을 구속하고 이들을 포함해 30명을 재판에 넘겼다. 다만 삼성 관련 재판에서는 "정경유착"이라는 특검의 주장이 2심에서 받아들여지지 않았고, 이재용 부회장은 집행유예로 석방되었다.
그러나 2021년에 벌어진 가짜 수산업자 사기 사건에 휘말려, 특별검사직에서 전격 사퇴했다.

## 학력
- 동성고등학교 졸업
- 서울대학교 종교학사
- 고려대학교 대학원 법학 석사
- 단국대학교 대학원 법학 박사(경제법 전공)

## 경력
- 1978년 : 제20회 사법시험 합격
- 1980년 : 제10기 사법연수원 수료
- 1983년 9월 ~ 1986년 5월 : 서울지방검찰청 북부지청 검사
- 1993년 3월 ~ 1994년 9월 : 대검찰청 검찰연구관
- 1998년 3월 ~ 1999년 6월 : 서울지방검찰청 강력부 부장검사
- 2000년 7월 ~ 2001년 6월 : 대검찰청 공안부 공안기획관
- 2001년 6월 ~ 2002년 2월 : 김대중 정부 대통령비서실 민정수석실 사정비서관
- 2002년 2월 ~ 2003년 3월 : 서울지방검찰청 제2차장검사
- 2003년 3월 ~ 2004년 6월 : 서울중앙지방검찰청 제2차장검사
- 2004년 6월 ~ 2005년 4월 : 서울고등검찰청 차장검사
- 2005년 4월 ~ 2007년 3월 : 대검찰청 중수부장
- 2007년 11월 ~ 2009년 1월 : 서울고등검찰청 검사장
- 2010년 10월 : 북한이탈주민지원재단
- 2012년 8월 ~ 2013년 11월 : 대한변호사협회 지자체 세금낭비조사 특별위원회 위원장
- 2013년 2월 ~2016년 11월 : <법무법인 강남> 대표변호사
- 2013년 3월 : 우리금융지주 사외이사
- 2013년 3월 : 우리금융지주 이사회 의장
- 2014년 3월 : 건국대학교 대학원 석좌교수
- 2016년 12월 ~ 2017년 2월 : 박근혜 정부의 최순실 등 민간인에 의한 국정농단 의혹 사건 규명을 위한 특별검사

## 상훈
- 2004년 : 홍조근정훈장